# Sekundäre Polyandrie

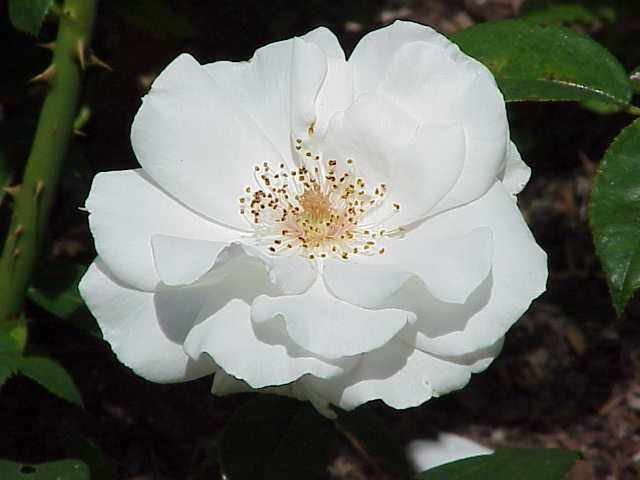
Rosa sp. mit vermehrter Staubblattanzahl aufgrund der sekundären Polyandrie

Als sekundäre Polyandrie (auch dédoublement) bezeichnet man die Zunahme der Anzahl der Staubblätter in Blüten mit einem oder nur wenigen Staubblattkreisen. Auf zellulärer Basis werden Bildungszentren für Staubblätter zu einer deutlich vermehrten Ausbildung von Staubblätter angeregt. Im Unterschied zur primären Polyandrie, die beispielsweise bei den Magnoliengewächsen auftritt, findet sich die sekundäre Polyandrie bei höher entwickelten Familien wie zum Beispiel den Rosengewächsen.

## Entstehung der sekundären Polyandrie
Zelluläre Bildungszentren, so genannte Primordien, welche für die Bildung von Staubblättern verantwortlich sind, bilden bei der sekundären Polyandrie statt einem mehrere Staubblätter. Dies geschieht durch die Aufgliederung der Staubblattprimordien und anschließender Bildung ganzer Staubblattgruppen anstelle eines einzigen Staubblattes. Möglich ist auch die Ausweitung eines bereits vorhandenen, ringförmig angelegten, so genannten Ringprimordiums nach außen (zentrifugal) oder nach innen (zentripetal). Auch hier kommt es zu einer vermehrten Bildung von Staubblättern. Typisch ist die clusterartige Häufung der Staubblätter. So entstehen z. B. bei Johanniskraut (Hypericum perforatum) aus drei Staubblattanlagen drei Cluster mit insgesamt bis zu 80 einzelnen Staubblättern.

## Abgrenzung zur primären Polyandrie
Die primäre Polyandrie findet sich bei eher ursprünglichen Familien der Bedecktsamer wie den Magnoliengewächsen. Hier gibt es bei schraubiger Anordnung des Androeceums eine oft quantitativ unbestimmbare und wechselnde Anzahl von Staubblättern. Die Anlage vieler Staubblätter ist hier bereits vorgesehen. Die primäre Polyandrie gilt als ursprüngliches Merkmal in der evolutionären Entwicklung der Blüte. Im Zuge der Blütenentwicklung bei weiter entwickelten Vertretern der Bedecktsamer kommt es zu einem Übergang von schraubiger zu wirteliger Anordnung der Blütenelemente sowie zu einer Verringerung der Staubblattanzahl (Oligomerisation).
Die sekundäre Polyandrie tritt erst bei höher entwickelten Familien der Bedecktsamer auf, am deutlichsten bei der Familie der Rosengewächse. Sie geht immer einher mit der wirteliger Anordnung des Androeceums in ein oder zwei Kreisen oder Wirteln der Blüte.

## Biologischer Zweck
Möglicherweise hat die sekundäre Polyandrie ihren Ursprung in dem Übergang von windbestäubten zu insektenbestäubten Blüten. Eine weitere Umbildung von sekundär gebildeten Staubblättern zu sterilen Staminodien ist möglich. Durch die Funktion von Staminodien als Nektarblätter oder als auffällig kronblattartige Gebilde unterstützen diese eine mögliche Befruchtung durch Insekten.

## Einzelnachweis
1. ↑  Derivate bei Johanniskraut (PDF; 358 kB)